# Dream 15
Dream 15 foi um evento de artes marciais mistas da série do DREAM. O evento aconteceu em 10 de Julho de 2010 no Saitama Super Arena em Saitama, Japão. O evento foi ao ar ao vivo para América do Norte na HDNet.

## Background
O GP de Meio Pesados era originalmente esperado para começar no Dream 14, com oito lutadores. Porém, o Dream 15 contou com o round de abertura do GP, com quatro lutadores.
Alistair Overeem lutaria contra Ricco Rodriguez no evento, mas a luta foi cancelada.

## Resultados
- Luta de Peso Médio:  Kazuhiro Nakamura vs.  Karl Amoussou

Nakamura derrotou Amoussou por decisão unânime.
- Luta de Peso Pena:  Mitsuhiro Ishida vs.  Daiki Hata

Ishida derrotou Hata por decisão unânime.
- Luta de Peso Pena:  Michihiro Omigawa vs.  Jong Young Sam

Omigawa derrotou Jong por finalização (guilhotina) aos 8:45 do primeiro round.
- Luta pelo Round de Abertura do GP de Meio Pesados:  Melvin Manhoef vs.  Tatsuya Mizuno

Mizuno derrotou Manhoef por finalização (kimura) aos 7:23 do primeiro round.
- Luta pelo Round de Abertura do GP de Meio Pesados:  Gegard Mousasi vs.  Jake O'Brien

Mousasi derrotou O'Brien por finalização (guilhotina) aos 0:31 do primeiro round.
- Luta de Peso Leve:  Gesias Cavalcante vs.  Katsunori Kikuno

Cavalcante derrotou Kikuno por decisão dividida.
- Luta pelo Cinturão Peso Leve do DREAM:  Shinya Aoki (c) vs.  Tatsuya Kawajiri

Aoki derrotou Kawajiri por finalização (chave de tornozelo) aos 1:53 do primeiro round.

## GP de Meio Pesados de 2010
|  | Semifinal      | Semifinal      |  |  | Final          | Final |  |
|  |                |                |  |  |                |       |  |
|  |                |                |  |  |                |       |  |
|  | Melvin Manhoef | 1              |  |  |                |       |  |
|  | Tatsuya Mizuno | FIN            |  |  |                |       |  |
|  |                |                |  |  |                |       |  |
|  |                |                |  |  |                |       |  |
|  |                |                |  |  | Tatsuya Mizuno |       |  |
|  |                | Gegard Mousasi |  |  |                |       |  |
|  |                |                |  |  |                |       |  |
|  |                |                |  |  |                |       |  |
|  |                |                |  |  |                |       |  |
|  |                |                |  |  |                |       |  |
|  | Gegard Mousasi | FIN            |  |  |                |       |  |
|  | Jake O'Brien   | 1              |  |  |                |       |  |